# Арцерини (Венеција)
Арцерини (итал. Arzerini) је насеље у Италији у округу Венеција, региону Венето.
Према процени из 2011. у насељу је живело 299 становника. Насеље се налази на надморској висини од 2 м.